# 列斯诺耶湖
列斯諾耶湖（俄语：Озеро Лесное）是薩哈林州托马里区的湖，長0.79公里，寬0.29公里，面積21.8公頃，蓄水量11.76立方公里，平均水深5米，最大水深21米。